# Lycosa thorelli
Lycosa thorelli är en spindelart som först beskrevs av Eugen von Keyserling 1877.  Lycosa thorelli ingår i släktet Lycosa och familjen vargspindlar. Inga underarter finns listade i Catalogue of Life.